# Esso
Esso — бренд корпорации ExxonMobil, используемый для горюче-смазочных материалов и автозаправок. Также Esso используется в названиях некоторых дочерних компаний ExxonMobil, в частности, Esso S.A.F. — основная дочерняя структура корпорации во Франции.

## История
Бренд Esso начал использоваться в 1926 году. Это название было образовано от букв «S» и «O», инициалов треста Standard Oil, созданного Джоном Рокфеллером в 1882 году. Бренд был создан компанией Standard Oil Company (New Jersey), одной из 34 компаний, на которые трест Рокфеллера был раздроблен в 1911 году по решению суда. В 1972 году Standard Oil Company (New Jersey) сменила название на Exxon Corporation, а в 1999 году, после слияния с Mobil, — на ExxonMobil.

## Франция
Во Франции филиал Standard Oil Company (New Jersey) был создан в 1902 году. В 1929 году началась продажа горючего под брендом Esso. В 1933 году начал работу НПЗ Порт-Жером — Граваншон в Нормандии. В 1952 году название филиала было изменено со Standard Française des Pétroles на Esso Standard S.A.F., а в 1974 году — на Esso S.A.F. (полностью — Esso Societe Anonyme Française). В 1965 году был открыт второй НПЗ, он разместился в Фос-сюр-Мер на юго-востоке Франции. В 2003 году произошло объединение Esso S.A.F. с французским филиалом Mobil. В 2015 году британской компании DCC Energy была продана сеть автозаправок Esso; сеть продалжает использовать бренд по лицензии. В ноябре 2024 года сингапурской компании Trafigura был продан НПЗ в Фос-сюр-Мер, а также два нефтяных терминала.
Основным акционером Esso S.A.F. является корпорация ExxonMobil, ей принадлежит 82,89 % акций. Остальные акции обращаются на бирже Euronext Paris.
Выручка Esso S.A.F. за 2023 год составила 19,2 млрд евро, компания производила различные виды горючего, а также смазочные материалы и сырьё для нефтехимического производства.

## Великобритания

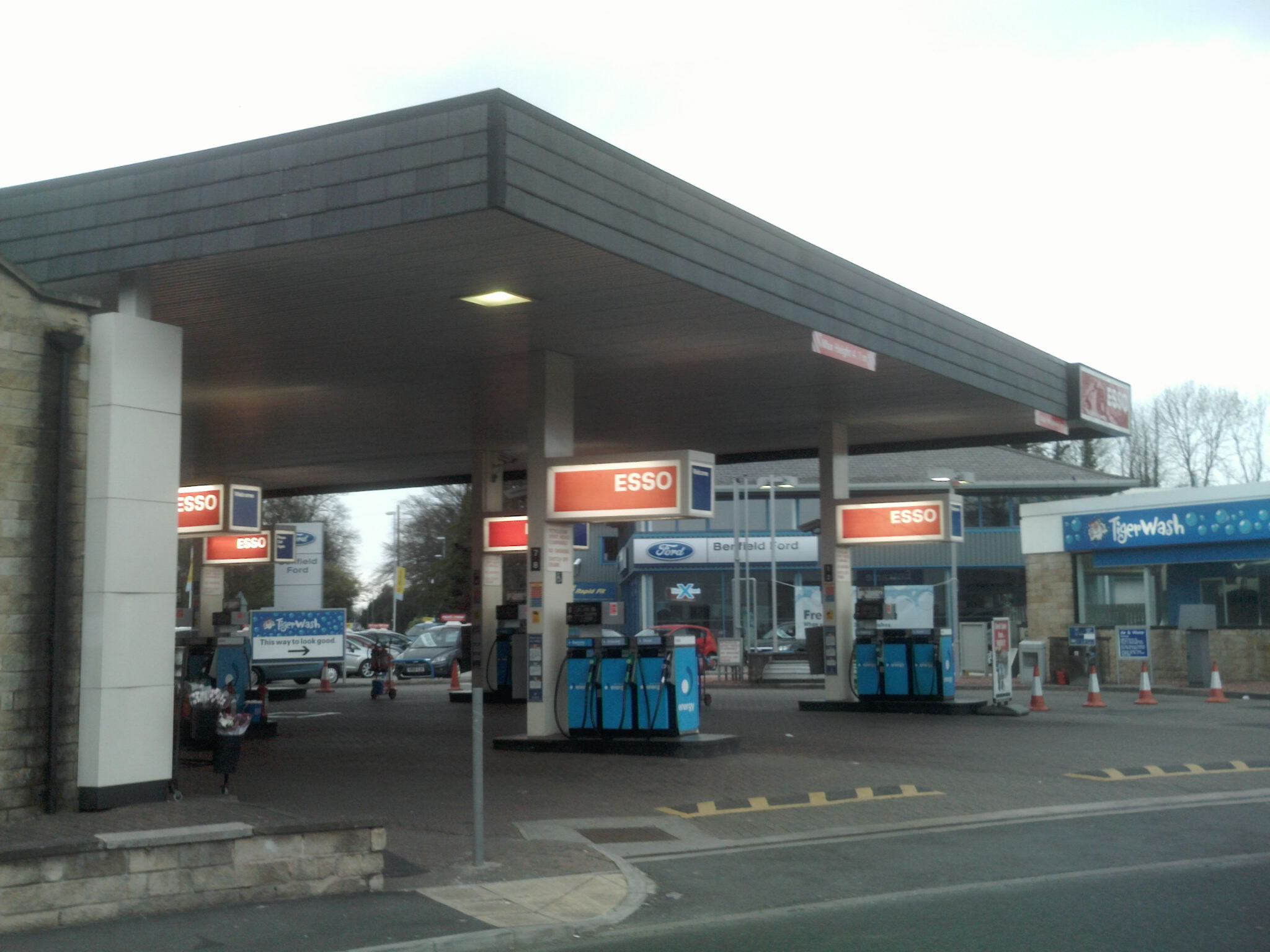
АЗС Esso в Уэтерби

В Великобритании работают полностью контролируемые Esso Petroleum Company Limited и Esso Exploration and Production UK Limited.
Дочерняя структура Standard Oil в Великобритании была создана в 1888 году под названием Anglo American Oil Company (она была первым зарубежным филиалом треста). Бренд Esso начал использоваться в стране в 1934 году, до этого применялась торговая марка Pratt’s Petroleum. В 1938 году компания начала добычу нефти в Шотландии. В 1949 году началось строительство крупного НПЗ в Фоли на юге Великобритании, он начал работу в 1951 году. В 1958 году рядом с ним был открыт нефтехимический завод. В 1963 году компания совместно с Shell начала поиски нефти и газа в Северном море. В 1951 году название Anglo-American Oil Co. было изменено на Esso Petroleum Co. Ltd.

## Другие страны
Дочерние компании ExxonMobil с названием Esso имеются в следующих странах:
- Австралия: Esso Australia Resources Pty Ltd
- Багамские Острова: Esso Exploration and Production Angola (Overseas) Limited; Esso Exploration Angola (Block 15) Limited; Esso Exploration Angola (Block 17) Limited
- Германия: Esso Deutschland GmbH; Esso Erdgas Beteiligungsgesellschaft mbH
- Италия: Esso Italiana S.r.l.
- Нигерия: Esso Exploration and Production Nigeria (Deepwater) Limited; Esso Exploration and Production Nigeria Limited
- Нидерланды: Esso Nederland B.V.
- Норвегия: Esso Norge AS